# Venø
Venø is een eiland in de Limfjord in het noordwesten van Denemarken. Het eiland ligt 3 km ten noorden van de stad Struer en heeft 211 inwoners (2006). Venø heeft een lange (8 km), smalle vorm en heeft een oppervlakte van 6,5 km². Het eiland is heuvelig en het heeft aangelegde bossen. In het plaatsje Venø By staat de kleinste kerk van Denemarken. Het eiland is een populaire vakantiebestemming en heeft een vaste veerverbinding die met 266 meter de kortste autoveerroute van Denemarken is. In het noordoosten van het eiland bevindt zich een lagune, genaamd Nørskov Vig.